# Cybaeus wilsonia
Espèce
Cybaeus wilsonia est une espèce d'araignées aranéomorphes de la famille des Cybaeidae.

## Distribution
Cette espèce est endémique de Californie aux États-Unis,. Elle se rencontre dans le comté de Tulare.

## Description
La carapace du mâle holotype mesure 2,13 mm de long sur 1,68 mm.

## Étymologie
Son nom d'espèce lui a été donné en référence au lieu de sa découverte, Wilsonia.

## Publication originale
- Bennett, Copley & Copley, 2021 : « Cybaeus (Araneae: Cybaeidae) in the Nearctic: the devius and tardatus species groups of the Californian clade. » Zootaxa, no 5026(4), p. 451-479.